# Ben Hope
Der Ben Hope (schottisch-gälisch Beinn Hòb) ist ein 927 m (3.041 ft) hoher Berg in der ehemaligen Grafschaft Sutherland im äußersten Norden des schottischen Festlands, etwa 25 km südwestlich von Tongue. Er ist der nördlichste der 282 Munros, und – vom benachbarten Foinaven abgesehen, der einige Meter niedriger ist – der mit Abstand höchste Berg in weitem Umkreis.
Dies und die Tatsache, dass er sich nur einige Kilometer von der Atlantik-Küste entfernt auf über 900 Meter erhebt, machen ihn zu einem besonders beliebten Berg bei Wanderern und Bergsteigern. Seiner Lage oberhalb des Loch Hope und in der Nähe der Meeresbucht des Loch Eriboll hat er vermutlich auch seinen Namen zu verdanken, der in etwa mit „Berg an der Bucht“ übersetzt werden kann. Ein weiteres Merkmal des Ben Hope, das für die ansonsten sanft hügeligen Northwestern Highlands eher untypisch ist, ist seine imposante Westwand, die sich etwa 800 m erhebt. Da sie jedoch zu einem großen Teil aus einer steil abfallenden, grasbewachsenen Flanke besteht, wird allgemein die Nordwand des Ben Nevis als höchste Wand der britischen Inseln angesehen.

## Aufstieg
Im Gegensatz zu vielen anderen Bergen der Highlands, insbesondere der Northwestern Highlands, ist der Ben Hope leicht zugänglich. Auf der westlichen Seite direkt am Fuß des Berges führt eine kleine Straße (A838) vorbei, an der sich am Gehöft Strathmore der Parkplatz zum Normalweg befindet. Der Einstieg in den Weg ist beschildert, was für schottische Verhältnisse durchaus als ungewöhnlich anzusehen ist – meist sind Pfade weder beschildert noch auf Karten zu finden.
Vom Parkplatz aus folgt der Weg zunächst steil, später etwas abflachend einem kleinen Bach und durchquert schließlich an einer flachen und gut begehbaren Stelle die steilen Felsen auf der Westseite des Berges. Der Weg folgt, nun auf der Südseite des Berges verlaufend, mehr oder minder der steilen Westwand bis zum Gipfel. Von dort bieten sich beeindruckende Blicke in alle Himmelsrichtungen, im Norden liegt der Atlantik, Richtung Westen ist der benachbarte Foinaven zu sehen, im Osten der Ben Loyal, in südöstlicher Richtung der Ben Klibreck und im Süden die Doppelgipfel des Conival und des Ben More Assynt.
Ein weiterer Weg führt von Nordosten auf den Berg. Hier startet man am ehesten am Ufer der Meeresbucht Kyle of Tongue, um die eine kleine Ringstraße führt. Der Weg ist jedoch wesentlich länger und nicht beschildert, auch ist der Pfad größtenteils kaum erkennbar, da er selten begangen wird.